# Euphorbia burgeri
Euphorbia burgeri ist eine Pflanzenart aus der Gattung Wolfsmilch (Euphorbia) in der Familie der Wolfsmilchgewächse (Euphorbiaceae).

## Beschreibung
Die sukkulente Euphorbia burgeri bildet Sträucher oder kleine Bäume bis in 3 Meter Höhe aus. Die dreikantigen Zweige werden bis 4,5 Zentimeter dick und sind durch tiefe Einschnürungen in eiförmige, bis 12 Zentimeter lange Abschnitte gegliedert. An den Kanten befinden sich flache Zähne. Die Dornschildchen sind zu einem durchgehenden, etwa 1,5 Millimeter breiten Hornrand verwachsen. Die Dornen werden bis 15 Millimeter lang.
Der Blütenstand besteht aus einzelnen und einfachen Cymen, die an bis 1 Millimeter langen Stielen stehen. Die Cyathien werden 3 Millimeter groß. Die elliptischen Nektardrüsen sind gelb gefärbt und stoßen aneinander. Die stumpf gelappte Frucht wird 4 Millimeter lang und 6 Millimeter breit. Sie enthält die etwa 2,5 Millimeter großen kugelförmigen Samen, die eine glatte Oberfläche besitzen.

## Verbreitung und Systematik
Euphorbia burgeri ist im Osten von Äthiopien auf Hängen mit Kalkgestein in Höhenlagen von 1200 bis 1560 Meter verbreitet.
Die Art steht auf der Roten Liste der IUCN und gilt als vom Aussterben bedroht (Critically Endangered).
Die Erstbeschreibung der Art erfolgte 1993 durch Michael George Gilbert.